# Тарасов Валерій Дмитрович
Тарасов Валерій (22 квітня 1940, Чемеринське, Софіївський район, Дніпропетровська область — 1 березня 2013, Феодосія, АР Крим) — український письменник, прозаїк, публіцист. Був членом Національної Спілки письменників України та заступником голови ревізійної комісії НСПУ.

## З біографії
Після закінчення середньої школи працював токарем. 1966 року успішно закінчив філологічний факультет Львівського державного університету ім. І. Франка, учителював — викладач української мови та літератури, а згодом завуч Восточненської восьмирічної сільської школи в Криму.
З 1967 року працював у журналістиці. Завідував відділом феодосійської газети «Побєда», потім був її редактором. Був депутатом Феодосійської міської ради. Зробив визначний вклад у становлення української незалежної держави на теренах Криму. А також у формуванні міжнаціональних відносин на багатонаціональному півострові, що відображено в оповіданнях «Зелені пагорби Байбуги», «Брати», «Бабуся Аніфе» та ін. У нових оповіданнях, опублікованих на сторінках газети «Кримська світлиця», Валерій Тарасов підносить голос за піднесення національної свідомості українців, вчить любові до рідної землі.

## Творчий доробок
- 1977 року — перша книжка В. Тарасова «Десант» (видавництво «Дніпро», Київ).
- 1984 року опублікована книжка В. Тарасова «Там, в Луабонго» (у видавництві «Таврія», Сімферополь).

Автор книжок повістей та оповідань «Десант»; повістей «Поворот оверштаг», «Глибока розвідка», «Світанок над морем», «Вибране»; документальних повістей з циклу «Феодосія: дійові особи»; роману «Там, в Луабонго», багатьох публікацій на актуальні теми. Окремі твори друкувалися литовською, німецькою, російською, чеською мовами.

## Нагороди, відзнаки
Нагороджений премією ім. О. Гірника.